# Велики Жеп
Велики Жеп (на сръбски: Велики Жеп) е голям бункер, подземна военна база в околностите на градчето Хан Пиесак, Република Сръбска, Босна и Херцеговина.

## История
Югославската народна армия след Втората световна война изгражда военния обект на 4 километра от град Хан Пиесак. Предвиждано е бункерът да бъде команден пункт в случай, че избухне Трета световна война.
По време на разпадането на Югославия в началото на 1990-те години подземната военна база „Велики Жеп“ е седалище на Главния щаб на Въоръжените сили на Република Сръбска.

## Описание
Комплексът обхваща около 5000 км2. Той е вкопан на няколкостотин метра под земята. Оборудван е с една от най-сложните телефонни централи в Европа.
Смята се, че е построен от края на 1960-те години до началото на 1970-те години. Всички стаи са облицовани с камък, като се смята, че съоръжението може да устои на ядрен удар с мощност 10 000 килотона.
|  | Тази страница частично или изцяло представлява превод на страницата „Велики Жеп“ в Уикипедия на сръбски. Оригиналният текст, както и този превод, са защитени от Лиценза „Криейтив Комънс – Признание – Споделяне на споделеното“, а за съдържание, създадено преди юни 2009 година – от Лиценза за свободна документация на ГНУ. Прегледайте историята на редакциите на оригиналната страница, както и на преводната страница, за да видите списъка на съавторите. ВАЖНО: Този шаблон се отнася единствено до авторските права върху съдържанието на статията. Добавянето му не отменя изискването да се посочват конкретни източници на твърденията, които да бъдат благонадеждни. |